# 브렛 돌턴
브렛 돌턴(Brett Dalton, 1982년 1월 7일 ~ )은 미국의 배우이다. 미국 방송 회사의 드라마 《에이전트 오브 쉴드》의 그랜트 워드 요원 역할로 이름을 알렸다.

## 출연 작품
- 에이전트 오브 S.H.I.E.L.D.
- 비사이드 스틸 워터스